# Генріх III (граф Люксембургу)
Генріх III (нім. Heinrich III.; бл. 1070–1096) — 6-й граф Люксембургу в 1086—1096 роках.

## Життєпис
Походив з династії Арденн-Люксембург (Старший Люксембурзький дім). Старший син Конрада I, графа Люксембургу, та Клеменції Аквітанської. Народився близько 1070 року. Після смерті батька 1086 року став графом. Насамперед замирився з новим архієпископом трірським Егілбертом фон Ольтенбургом, передавши тому фогство абатства Св. Максиміна в Трірі. Натомість зберіг за собою фогство абатства Санкт-Вілліброд в Ехтернасі.
Продовжив політику попередника щодо підтримки імператора Генріх IV. У 1092—1093 роках разом з ним брав участь у поході до Італії. 1095 року тяжко захворів, помер 1096 року. Йому спадкував молодший брат Вільгельм.